# Mystikkens Overmand
Mystikkens Overmand er en amerikansk stumfilm fra 1922 af Alfred E. Green.

## Medvirkende
- Wallace Reid som Warren Jarvis
- Lila Lee som Maria Theresa
- Walter Hiers som Rusty Snow
- Arthur Edmund Carewe som Duke D'Alba
- J. Farrell MacDonald som Sam Marcum
- Frances Raymond som Mary Jarvis
- Snitz Edwards som Maurice